# Парк азалий и рододендронов (Кромлау)
Парк азалий и рододендронов (нем. Azaleen- und Rhododendronpark, в.-луж. Rododendronowy a acalejowy park) — природный заповедник, ландшафтный парк в Верхней Лужице, находящийся на территории сельского населённого пункта Кромлау коммуны Габленц района Гёрлиц федеральной земли Саксония. Памятник культуры и истории земли Саксония (№ 09288377).
На территории парка площадью около 200 гектаров произрастают преимущественно растения видов азалия и рододендрон. Считается самым крупным открытым ландшафтным парком рододендронов в Германии. Некоторые кустарники достигают возраста 100—120 лет.

## История
В 1842 году землевладелец Фридрих Герман Рёчке, современник ландшафтного дизайнера Германа Пюклера, приобрёл поместье в Кромлау. С 1844 года он купил первые растения, произвёл первые посадки рододендронов. Для проектирования парка он предоставил почти половину своего имения. Были приобретены базальтовые камни из различных карьеров Саксонской Швейцарии и Богемии, из которых были построены мост, пещера и различные парковые формы. В 1875 году после продажи усадьбы Кромлау Фридрих Герман Рёчке переехал в Берлин. До 1889 года усадьба находилась в собственности различных землевладельцев. В 1889 году усадьбу приобрёл граф Эглофштейн-Арклиттен, который с 1893 года поручил уход за парком садоводу Георгу Айхлеру.
После Первой мировой войны за парком следила младшая дочь Георга Айхлера Эмилия Шульц, которая высадила в парке более ста кустов рододендронов. В 1936 году букеты из рододендронов были доставлены на Олимпиаду в Берлине. После Второй мировой войны парк был национализирован и в 1948 году приобрёл статус природного заповедника. В 1966 году началась целенаправленная реконструкция парка.
Во время цветения рододендронов в мае парк ежегодно посещают около 35 тысяч человек.
Достопримечательности
- Усадьба, построенная в 1863 году
- Мост, построенный из базальтовых камней